# Matthias Wiegand
Pour les articles homonymes, voir Wiegand.
Matthias Wiegand (né le 22 avril 1954 à Plauen) est un coureur cycliste allemand. Il a été deux fois champion du monde de poursuite par équipes amateurs, en 1977 et 1978, avec l'équipe de RDA. Aux Jeux olympiques de 1980, avec Uwe Unterwalder, Volker Winkler et Gerald Mortag, il est médaillé d'argent de la poursuite par équipes.

## Palmarès sur piste

### Jeux olympiques
- Montréal 1976
  - 4e de la poursuite par équipes
- Moscou 1980
  -  Médaillé d'argent de la poursuite par équipes

### Championnats du monde
- San Cristobal 1977
  -  Champion du monde de poursuite par équipes amateurs (avec Norbert Dürpisch, Volker Winkler et Gerald Mortag)
- Munich 1978
  -  Champion du monde de poursuite par équipes amateurs (avec Uwe Unterwalder, Gerald Mortag et Volker Winkler)

### Championnats nationaux
- Champion de RDA de poursuite par équipes en 1973, 1979 et 1980

## Palmarès sur route
- 1977
  - 3e étape du Giro delle Regioni